# وولا پاووووسکا (شهرستان چیخانوف)
وولا پاووووسکا (شهرستان چیخانوف) (به لاتین: Wola Pawłowska) یک روستا در لهستان است که در گمینا چیخانوو واقع شده‌است.